# 히로사키 대학
히로사키 대학(일본어: 弘前大学, Hirosaki University)은 일본의 국립 대학이다. 대학 본부는 아오모리현 히로사키시에 있다.

## 연혁
히로사키 대학은 1949년에 히로사키 고등학교, 아오모리 사범학교, 아오모리 청년 사범학교, 아오모리 의학 전문학교, 히로사키 의과대학을 통합하여 설립되었다.
아오모리 사범학교와 의학 전문학교는 처음에는 아오모리시에 있었지만, 전쟁으로 인해 히로사키로 이전하여 히로사키 대학의 모체가 되었다.
- 1949년 : 히로사키 대학 발족 (학부: 문리학부, 교육학부, 의학부).
- 1955년 : 농학부 설치.
- 1965년 : 문리학부를 분리: 인문학부, 이학부, 교양부.
- 1997년 : 교양부 폐쇄. 이학부와 농학부를 이공학부와 농학생명과학부로 개편.

이하, 히로사키 대학에 통합된 구 학교들의 연혁이다.
- 1920년 : 히로사키 고등학교(弘前高等學校) 설립.
- 1921년 : 가설 교사에서 개교.
- 1923년 : 현 분쿄초(文敎町) 캠퍼스로 이전.
- 1949년 : 히로사키 대학 문리학부가 됨.

- 1876년 : 현 아오모리시에 아오모리 현 소학 사범학교(靑森縣小學師範學校) 설립.
- 1878년 : 아오모리 현 사범학교로 개칭.
- 1886년 : 아오모리 현 심상 사범학교로 개칭.
- 1898년 : 아오모리 현 사범학교로 개칭.
- 1911년 : 남자 사범학교와 여자 사범학교를 분리.
- 1943년 : 남자 사범학교를 여자 사범학교와 통합. 관립 아오모리 사범학교로 승격.
- 1945년 : 전쟁으로 인해 교사 소실. 히로사키시로 이전.
- 1949년 : 히로사키 대학 교육학부가 됨.

- 1931년 : 아오모리 현립 실업보습학교 교원 양성소(靑森縣立實業補習學校敎員養成所) 설립.
- 1935년 : 아오모리 현립 청년학교 교원 양성소(靑森縣立靑年學校敎員養成所)로 개칭.
- 1944년 : 관립 아오모리 청년 사범학교로 승격.
- 1945년 : 전쟁으로 인해 교사 소실. 노헤지정으로 이전.
- 1949년 : 히로사키 대학 교육학부 노헤지(野邊地) 분교가 됨.
  - 1960년 : 노헤지 분교 폐쇄.

- 1944년 : 아오모리시에 아오모리 의학 전문학교 설립.
- 1945년 4월 : 아오모리 현립 병원이 부속 병원이 됨.
- 1945년 7월 : 전쟁으로 인해 부속 병원 소실.
- 1947년 : 히로사키 시로 이전. 히로사키 시립 병원이 부속 병원이 됨.
- 1948년 : 대학령(大學令)에 의한 히로사키 의과대학으로 승격.
- 1949년 : 히로사키 대학 의학부가 됨.

## 캠퍼스
- 분쿄초(文敎町) 캠퍼스: 대학 본부 캠퍼스.
- 아오모리현 히로사키시 분쿄초 1.
- 혼초(本町) 캠퍼스: 의학부 캠퍼스.
- (의학부) 아오모리현 히로사키시 자이후초(在府町) 5.
- (부속 병원) 아오모리 현 히로사키 시 혼초 53.

## 조직

### 학부
- 인문학부
  - 인간문화 과정
  - 현대사회 과정
  - 경제경영 과정
- 교육학부
  - 학교교육 교원양성 과정
  - 양호교원 양성 과정
  - 평생교육 과정
- 의학부
  - 의학과 (6년제)
  - 보건학과 (4년제)
- 이공학부
  - 수리(數理) 과학과
  - 물리과학과
  - 물질 창성(創成) 화학과
  - 지구환경학과
  - 전자정보공학과
  - 지능기계공학과
- 농학생명과학부
  - 생물학과
  - 분자생명과학과
  - 생물자원학과
  - 원예농학과
  - 지역환경공학과

### 대학원
- 인문사회과학 연구과 (석사 과정)
- 교육학 연구과 (석사 과정)
- 의학 연구과 (박사 과정)
- 보건학 연구과 (석사/박사 과정)
- 이공학 연구과 (석사/박사 과정)
- 지역사회 연구과 (박사 과정)
- 농학생명과학 연구과 (석사 과정)
- 이와테 대학 대학원 연합 농학 연구과 (박사 과정. 본부: 이와테 대학)

### 부속기관
- 도서관
- 의학부 부속 병원
- 교육학부 부속 학교 (초등학교, 중학교, 유치원, 특별지원학교)